# Luțenkî, Lohvîțea
Luțenkî (în ucraineană Луценки) este localitatea de reședință a comunei Luțenkî din raionul Lohvîțea, regiunea Poltava, Ucraina.

## Demografie
Componența lingvistică a localității Luțenkî
     Ucraineană (98,62%)
     Rusă (1,38%)
Conform recensământului din 2001, majoritatea populației localității Luțenkî era vorbitoare de ucraineană (98,62%), existând în minoritate și vorbitori de rusă (1,38%).